# Chrysops sackeni
Chrysops sackeni är en tvåvingeart som beskrevs av James Stewart Hine 1903. Chrysops sackeni ingår i släktet Chrysops och familjen bromsar. Inga underarter finns listade i Catalogue of Life.